# Geocerca
La geocerca o geocaching és un joc a l'aire lliure de cerca de tresors al món real amb l'ajuda de dispositius GPS. Els participants han d'anar a unes coordenades específiques i, un cop al lloc, intentar trobar-hi el geoamagatall (contenidor) amagat per altres jugadors. Es pot jugar tant a la ciutat com en plena natura. Les coordenades geodèsiques dels amagatalls són publicades al lloc web.

## Descripció

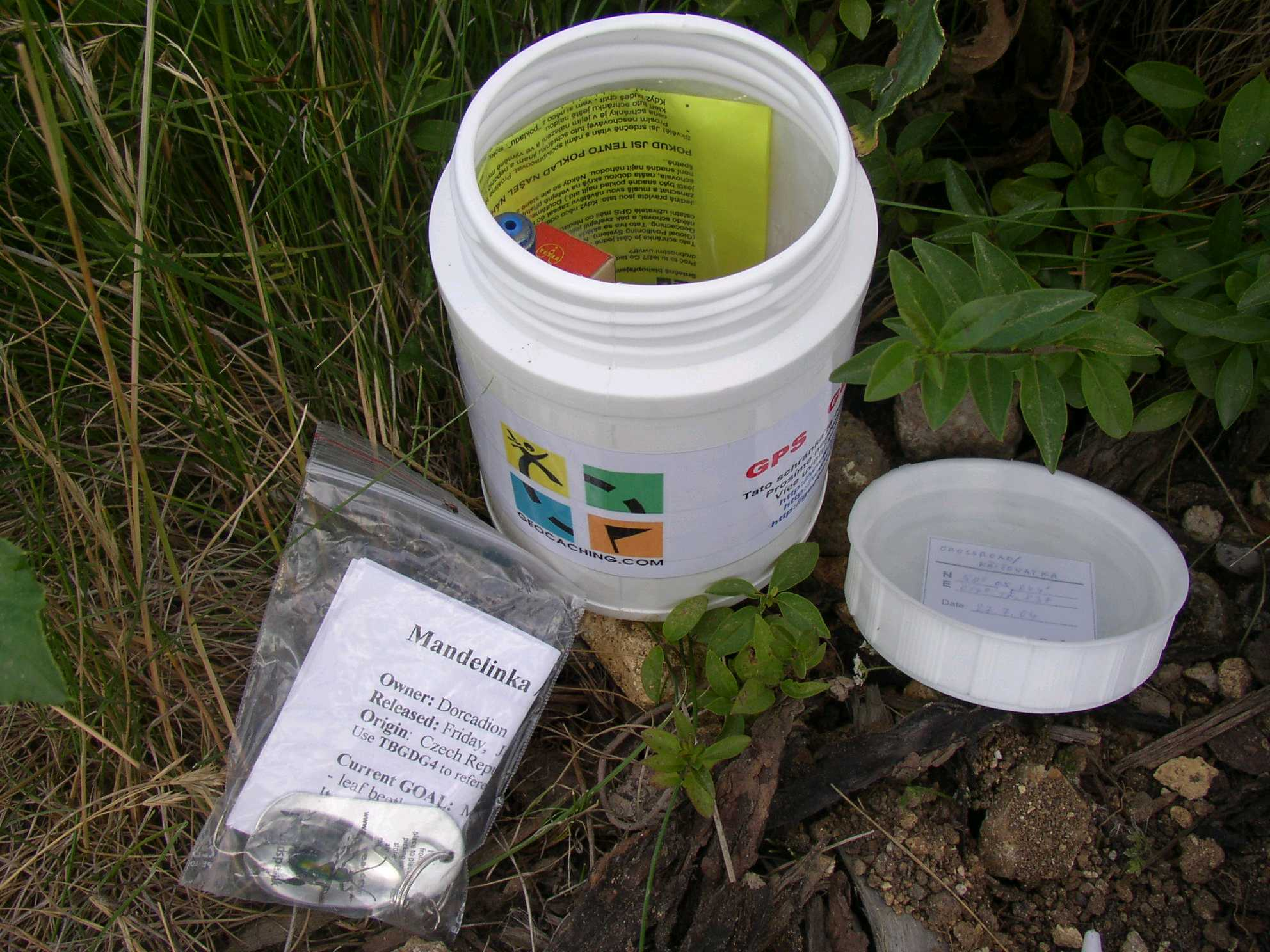
Un altre exemple de geoamagatall.

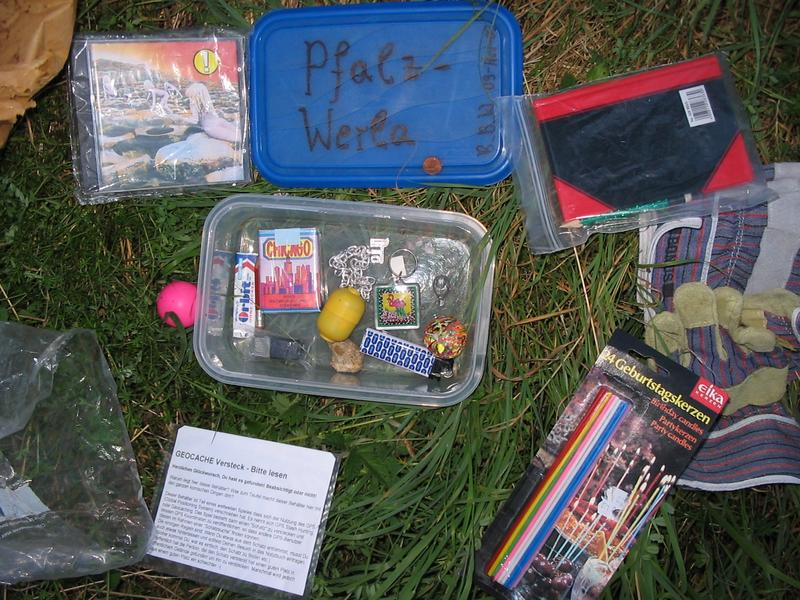
Geoamagatall de mida mitjana amb objectes d'intercanvi.

El principal objectiu d'aquest joc és trobar el tresor que és anomenat geoamagatall o cache en anglès. De fet l'expressió cache ve del verb cacher en francès, que vol dir amagar. En els contenidors, geoamagatalls, hi ha un llibre de registre on els jugadors hi escriuran la data, el seu nom d'equip i un petit escrit si ho desitgen, per tal de deixar constància que s'ha trobat el contenidor. En el contenidor hi ha objectes que els jugadors poden intercanviar. Hi ha normes de no deixar-hi objectes inflamables ni caramels ni objectes que desprenguin olor per no cridar l'atenció a animals.
Els contenidors poden tenir diferents mides i formes, des de carmanyoles de plàstic fins a recipients especials comercialitzats per aquest joc. Han de ser recipients impermeables que protegeixin el registre de visites i els objectes d'intercanvi de les condicions meteorològiques.
La mida dels contenidors es classifica:
- Gran: 20 litres o més. Exemple: un bidó gran de farratge.
- Normal: 1 litre o més, però menys de 20 litres. Exemple: un recipient de plàstic de mida semblant a una caixa de sabates.
- Petit: 100 ml o més, però menys d'1 litre. Exemple: un recipient de plàstic de mida sandvitx o similar.
- Micro: Menys de 100ml. Exemple: un carret de fotografies o una caixa petita que conté típicament només el llibre o un full de registre.
- Altre: Normalment solen ser de mides molt petites. Usar aquest tipus de mida indica que és un contenidor especial. Exemple: una funda de targeta de crèdit.

Als contenidors petits, normals i grans hi ha normalment objectes d'intercanvi. 

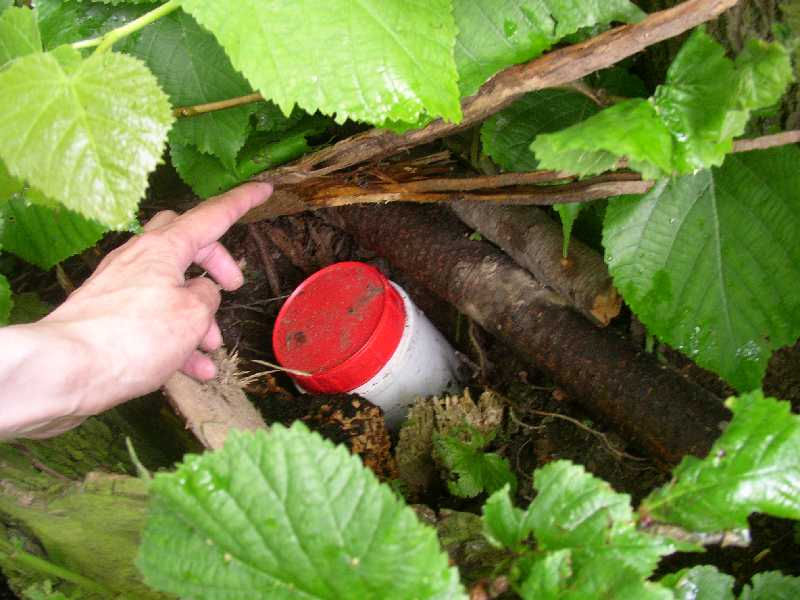
Exemple d'un geoamagatall o geocache.

## Regles del joc
Tot el que cal per començar a jugar és un GPS, ja sigui de muntanya o un smartphone amb GPS, uns quants coneixements d'orientació i estar registrat a la web o alguna altra plataforma similar com terracaching.com, opencaching.com, etc.
Avui dia existeixen multitud d'aplicacions (Apps) per a telèfon mòbil especialitzades en aquest joc que faciliten molt la feina a l'hora de buscar un geoamagatall i ofereixen la possibilitat de publicar la troballa i fins i tot penjar fotos a la web in situ. L'App gratuïta més popular entre els usuaris és c-geo. N'existeixen més, tant de gratuïtes com de pagament.
Quan un jugador crea un geoamagatall, és a dir, amaga un tresor o catxé, n'ha de publicar les seves coordenades i característiques a la web, acompanyat d'una explicació del lloc on es troba, perquè posteriorment els altres jugadors puguin anar a “caçar el tresor” amb els seus GPS, seguint les pistes i indicacions publicades a la web.
Un cop trobat el catxé, les normes són senzilles:
1. Si es pren alguna cosa del contenidor, s'hi ha de deixar alguna altra cosa de valor igual o superior.
2. Anotar els comentaris al llibre de registre.
3. Registrar l'experiència a la web.
4. Deixar el recipient al mateix lloc on s'ha trobat, amb molt de compte de no ser vist per persones alienes al joc (geomuggles).

Actualment hi ha aproximadament una dotzena de "tipus d'amagatalls", diferents variants del joc:

### Tradicional
Aquest és el tipus original d'amagatall i el més simple. Es troba un contenidor a les coordenades indicades. La mida pot variar, però com a mínim hi ha d'haver un llibre de registre. Als contenidors més grans pot haver-hi objectes d'intercanvi i rastrejables.

### Misteri o Puzle
El "calaix de sastre" dels geoamagatalls, aquest tipus pot requerir haver de resoldre puzles complexes per determinar les coordenades correctes. Els geoamagatalls Misteri/Puzles sovint són el camp de proves de geoamagatalls únics i innovadors que no encaixen en altres categories.

### Multi
Aquests geoamagatalls inclouen dues o més ubicacions, amb un contenidor físic al punt final amb un llibre de registre. Hi ha moltes variants, però típicament un cop a la primera etapa es troba una pista per arribar a la segona. La segona tindrà una pista per a la tercera, i així fins a la final.

### EarthCache
Un EarthCache és una ubicació geològica especial que es pot visitar per aprendre alguna característica única a la Terra. Les pàgines dels EarthCaches inclouen un conjunt de notes educatives junt amb les coordenades. Els visitants poden observar com el planeta s'ha format pels processos geològics, com es gestionen els seus recursos i com els científics recullen dades. Típicament, per registrar-los cal proporcionar respostes a algunes preguntes observant la ubicació geològica.

### Bústia híbrida
Un amagatall de tipus letterbox és una altra forma de cerca del tresor emprant pistes i no les coordenades. En alguns casos, però, el propietari ha fet que sigui tant una bústia com un geoamagatall i ha publicat les coordenades al lloc web. Si hi ha un segell a l'interior d'una bústia híbrida, no es tracta d'un ítem per intercanviar. El segell ha de romandre a la caixa de manera que els visitants puguin emprar-lo per registrar la seva visita.

### GeoEvent
Un GeoEvent és una reunió d'organitzacions o geocercadors locals. La pàgina especifica l'hora de l'esdeveniment i les coordenades on es realitza. Una vegada ha acabat, s'arxiva.

#### EsdevenimentCache In Trash Out(CITO)
Cache In Trash Out és la iniciativa mediambiental recolzada per la comunitat de Geocerca. L'objectiu principal d'aquest programa és netejar i mantenir àrees naturals que gaudim mentre cerquem. Aquests esdeveniments són grans trobades de geocercadors focalitzades en netejar brossa, eliminació d'espècies invasores, plantar arbres i vegetació i recuperació de camins.

#### Mega GeoEvent
Un Mega-GeoEvent és un GeoEvent on hi han assistit més de 500 equips. Molts ofereixen un dia sencer d'activitats planificades. Hi ha sovint diversos dies d'activitats addicionals al voltant del Mega-GeoEvent. Aquestes grans trobades atreuen geocercadors de tot el món i sovint es realitzen cada any.

### Wherigo™
Wherigo és una eina per crear i jugar aventures amb GPS al món real. Integrant l'experiència Wherigo, anomenada cartutx, amb trobar un geoamagatall, la cerca s'enriqueix encara més. Entre d'altres coses, Wherigo permet als geocercadors interaccionar amb el món físic i amb elements virtuals com objectes o personatges mentre se cerca el contenidor físic. Cal un dispositiu GPS amb capacitats Wherigo per visionar el cartutx o tenir instal·lada una app al mòbil anomenada Where you go

### HQ Geocaching
El geoamagatall Geocaching HQ és a les oficines de Groundspeak a Seattle, Washington. Els geocercadors interessats a visitar les oficines per registrar el geoamagatall han de concertar visita amb un mínim de 48h d'antelació via correu electrònic. Agendar-ho ajuda a mantenir les oficines centrals funcionant amb normalitat.

### Exhibició d'aventures GPS (GPS Adventures Maze Exhibit)
Trobar-ne un d'aquest tipus significa haver assistit a una exhibició d'aventures GPS o a una variant local. Les exhibicions d'aventures GPS estan orientades a ensenyar a gent de totes les edats la tecnologia GPS i la Geocerca emprant experiments científics interactius.

### Lab
Un geoamagatall Lab és un tipus experimental i extremadament rar. És una manera que té el Departament d'Investigació i Desenvolupament de Geocaching.com d'innovar i testar idees noves per millorar encara més la Geocerca. Trobant-ne un, s'ajuda a dissenyar el futur de la Geocerca.

## Història
La Geocerca va tenir el seu origen en el grup de notícies sci.geo.satellite-nav, dedicat als Sistemes Globals de Navegació per Satèl·lit (GNSS).
David Ulmer, assidu d'aquest grup, va decidir celebrar el fet que el govern nord-americà suprimís la disponibilitat selectiva (SA) del GPS l'1 de maig del 2000, la qual degradava intencionadament el senyal dels satèl·lits per evitar que els receptors comercials fossin massa precisos. Va proposar un joc a la resta de membres del grup amagant el 3 de maig un «cofre del tresor» als voltants de la ciutat de Portland, a Oregon (Estats Units) i enviant al grup de notícies les coordenades exactes de la seva ubicació. El 6 de maig, aquell tresor ja havia estat visitat dues vegades, quedant registrat en el seu llibre de visites.
Actualment existeixen més de dos milions de tresors actius amagats en més de 200 països (tres mil i escaig dels quals es troben a Catalunya) i més de sis milions de jugadors (geocercadors o geocachers).
El primer emplaçament d'un tresor a Catalunya va ser instal·lat fa 10 anys a la muntanya de Montserrat. Segons la persona que el va ubicar, el català Francesc Comelles, la intenció era que les persones que el cerquessin gaudissin del paisatge.

## Geomuggles
Terme utilitzat entre els jugadors de Geocerca per referir-se a les persones alienes al joc. La paraula geomuggle està formada pel prefix geo que fa referència a l'activitat de geocercar, i la paraula muggle que en el món fictici de la sèrie literària Harry Potter s'utilitza per designar a les persones que no tenen cap habilitat màgica i que en desconeixen la seva existència.
Basar-se en el concepte de muggles (desconeixedors del món màgic) per designar les persones que no coneixen l'existència del joc Geocerca és força encertat, ja que una de les "normes" entre els usuaris de Geocerca és no ser vist per persones alienes al joc en el moment de trobar o tornar a deixar al seu lloc el catxé, ja que en cas de ser vist podria provocar que persones curioses l'agafessin, el canviessin de lloc o el fessin malbé. Paral·lelament, en el món fictici de Harry Potter les persones amb màgia tenen prohibit utilitzar-la davant de les persones no magues (els muggles).

## Geocachers
La comunitat que segueix el joc de la geocerca és la que permet la jugabilitat i la bona pràctica d'aquest joc. Dels rols més característics d'aquesta comunitat, existeix el de voluntari. La postura del voluntari, geocacher, no només ajuda al seu funcionament, segons les necessitats que pugui representar l'àrea o l'idioma del context, a més són el personal que representa el món de la geocerca. L'equip de voluntaris, normalment, destaquen per la seva experiència vers la pràctica; tanmateix, aquest aspecte de l'equip no discrimina en cap moment que hi puguin existir voluntaris amb menys formació, l'únic requisit és ser aconsellat per un altre voluntari, d'aquesta forma l'equip de voluntaris es va fent més gran, la seva extensió arriba a més llocs i facilita i crea eficiència en el joc.
Existeixen quatre tipus de voluntaris:
- Els revisors: Encarregats de publicar geocachés que assoleixin amb les directrius establertes per la comunitat de geocerca.
- Els moderadors: Són els encarregats de la gestió i el bon funcionament del moviment geocaching a Internet; la seva tasca consisteix en l'orientació i supervisió dels fórums de discussió.
-Traductors: Com el seu nom indica, la seva tasca consisteix en la traducció de continguts del món del geocaching en diferents idiomes. Facilitant tant la tasca a altres voluntaris, com a usuaris jugadors.
- Geoawares: Utilitzen els seus coneixements en geologia per revisar i publicar earthcaches.